# Sveti Marin
Sveti Marin (? – 366.), podrijetlom s otoka Raba, osnovao je 301. godine republiku San Marino, najstariju postojeću Republiku.

## Životopis
Vjeruje se da je bio klesar ili kovač. Podrijetlom je iz mjesta Lopar na otoku Rabu. Za vrijeme rimskog cara Dioklecijana, bili su progoni kršćana pa je pobjegao s prijateljem u Rimini, u Italiju. Sklonili su se u pustinjačke spilje iznad luke. Sv. Gaudencije, biskup Riminija, stupio je u kontakt s dvojicom Rabljana, krstio ih, kasnije zaredio za đakone i dao im imena Marin i Lav po dvojici mučenika (tal. Marino i Leo). Sv. Marin mnoge je obratio na kršćanstvo. Služio je kršćanima koji su bili na prisilnom radu zbog svoje vjere. Jedna mentalno poremećena žena lažno je govorila da je s njim u braku, pa je otišao živjeti u spilju podno brda Monte Titano kao pustinjak. Umro je prirodnom smrću, a relikvije mu se čuvaju u bazilici nazvanoj po njemu. 
Zaštitnik je Republike San Marino, klesara, đakona i lažno optuženih ljudi. Talijani ga zovu "san Marino", a Englezi "saint Marinus". Poznat je u svijetu i pod imenima Marinao, Marinus od San Marina, Marinus Dalmatinac i Marinus od Dalmacije. Spomendan mu je 3. rujna, što je i državni praznik u San Marinu.